# Allopotamon
Allopotamon is een geslacht van kreeftachtigen uit de klasse van de Malacostraca (hogere kreeftachtigen).

## Soort
- Allopotamon tambelanense (Rathbun, 1904)